# Kovel
Kovel (în ucraineană Ковель) este oraș regional în regiunea Volînia, Ucraina. Deși subordonat direct regiunii, orașul este și reședința raionului Kovel. 

## Demografie
Componența lingvistică a orașului Kovel
     Ucraineană (95,77%)
     Rusă (3,93%)
     Alte limbi (0,18%)
Conform recensământului din 2001, majoritatea populației orașului Kovel era vorbitoare de ucraineană (95,77%), existând în minoritate și vorbitori de rusă (3,93%).